# Epipremnum
Epipremnum er en slægt med ca. 30 arter, som er udbredt i det sydøstlige Asien, dvs. fra Indien og Japan over Sydkina, Indonesien og Ny Guinea til Australien og Cook-øerne i Stillehavet. Desuden er de naturaliseret i mange andre egne af verden, hvor klimaet passer dem. Overalt er de knyttet til regnskove, hvor de vokser krybende eller klatrende. Ofte findes de som pionerplanter, hvor skoven bliver ryddet. De danner klatrerødder ved knopperne, og de har spredtstillede, hele og helrandede blade, hvor bladpladen dog ofte flosser op, så de fremtræder fligede. De har Arum-familiens typiske blomsterstand, der består af en sammenvokset kolbe af reducerede blomster med et stort, ofte farvet højblad som hylster og blikfang. Frugterne er bær, der kun indeholder få frø.
| Beskrevne arter |

- Guldranke (Epipremnum aureum)
- Epipremnum ceramense
- Epipremnum falcifolium
- Epipremnum giganteum
- Epipremnum moluccanum
- Epipremnum nobile
- Epipremnum pinnatum (af enkelte kilder regnet som synonym med E. aureum)
- Epipremnum silvaticum

Følgende arter regnes ikke længere til denne slægt:
Til slægten Amydrium
- Epipremnum asperatum → Amydrium zippelianum
- Epipremnum elmerianum → Amydrium magnificum
- Epipremnum humile → Amydrium humile
- Epipremnum luzonense → Amydrium magnificum
- Epipremnum magnificum → Amydrium magnificum
- Epipremnum mampuanum → Amydrium magnificum
- Epipremnum medium → Amydrium medium
- Epipremnum minatum → Amydrium magnificum
- Epipremnum philippinense → Amydrium magnificum
- Epipremnum sorsogonense → Amydrium magnificum
- Epipremnum truncatum → Amydrium medium
- Epipremnum zippelianum → Amydrium zippelianum

Til slægten Rhaphidophora
- Epipremnum beccarii → Rhaphidophora beccarii
- Epipremnum foraminiferum → Rhaphidophora foraminifera
- Epipremnum multicephalum → Rhaphidophora korthalsii
- Epipremnum palauense → Rhaphidophora koidzumii

## Eksterne links
- aroid.org: Araceae (Webside ikke længere tilgængelig) (engelsk)
- GRIN: Genus: Epipremnum Arkiveret 15. januar 2009 hos  Wayback Machine (engelsk)
- efloras.org: Flora of Pakistan Arkiveret 4. september 2011 hos  Wayback Machine (engelsk)